# Планкинтон (Јужна Дакота)
Планкинтон (енгл. Plankinton) град је у америчкој савезној држави Јужна Дакота.

## Демографија
По попису из 2010. године број становника је 707, што је 106 (17,6%) становника више него 2000. године.
| Група             | 2000.       | 2010.       |
| Белци             | 558 (92,8%) | 626 (88,5%) |
| Афроамериканци    | 0 (0,0%)    | 5 (0,7%)    |
| Азијати           | 1 (0,2%)    | 0 (0,0%)    |
| Хиспаноамериканци | 36 (6,0%)   | 72 (10,2%)  |
| Укупно            | 601         | 707         |